# Lucy Powell
Lucy Maria Powell, née le 10 octobre 1974 à Manchester, est une femme politique britannique, membre du Parti travailliste. Elle est députée pour Manchester Central depuis une élection partielle de novembre 2012.
Après avoir été secrétaire d'État à l'Éducation du cabinet fantôme de 2015 à 2016, secrétaire d'État au logement du cabinet fantôme de mai à novembre 2021, elle devient secrétaire d'État au Numérique, à la Culture, aux Médias et aux Sports du cabinet fantôme.
À la suite de la victoire du Parti travailliste lors de l'élection générale de 2024, elle occupe les fonctions de Lord président du Conseil et de Leader de la Chambre des communes depuis le 5 juillet 2024.

## Jeunesse
Elle est née à Moss Side et a fréquenté l'école primaire de Beaver Road et le lycée Parrs dans la banlieue de Didsbury, puis étudie pour obtenir un A-level au Xavériens College . Elle étudie la chimie au Somerville College, Oxford et au King's College de Londres, où elle obtient un baccalauréat en sciences (BSc) .

## Carrière politique
Elle commence sa carrière en tant qu'assistante parlementaire pour la députée Beverley Hughes après avoir travaillé au siège du parti travailliste à Millbank Tower pendant la campagne électorale de 1997 .
Elle rejoint le groupe de pression britannique en Europe (BIE) à l'origine dans un poste de relations publiques et plus tard en tant que chef de la campagne régionale. Elle remplace ensuite Simon Buckby en tant que directeur de campagne de BiE. À ce titre, elle travaille avec Chris Patten, Neil Kinnock, Nick Clegg et Danny Alexander . Après l'échec du Référendum français sur le traité établissant une constitution pour l'Europe et du Référendum néerlandais sur le traité établissant une Constitution pour l'Europe, elle travaille pour l’organisme public non ministériel ou quango NESTA (Fonds national pour la science, la technologie et les arts) initialement dans les affaires publiques et ensuite pour établir et gérer le projet Manchester Innovation Fund.
Elle est sélectionnée comme candidate parlementaire à Manchester Withington en avril 2007. Elle est battue par le démocrate libéral sortant, John Leech, aux élections générales de 2010.
De mai 2010 à septembre 2010, elle dirige la campagne réussie d'Ed Miliband pour la direction du parti travailliste . Elle occupe ensuite le poste de chef de cabinet par intérim, puis par la suite, de chef de cabinet de septembre 2010 à avril 2012.
Elle est sélectionnée par le Parti travailliste de circonscription (CLP) en avril 2012 pour l'élection partielle de Manchester Central du 15 novembre 2012, battant les conseillers locaux Mike Amesbury et Rosa Battle et le conseiller londonien Patrick Vernon. L'élection partielle est déclenchée par Tony Lloyd, qui démissionne de son poste de député pour participer aux élections de commissaire de police dans la région policière du Grand Manchester.

### Députée (2012 – présent)
Elle est élue à l'élection partielle de Manchester Central de novembre 2012 avec une majorité de 9 936 voix . La participation électorale de 18,2% à l'élection partielle est considérée comme la plus faible jamais enregistrée depuis la Seconde Guerre mondiale . Powell devient la première femme membre du Parlement travailliste à Manchester  et la première femme élue à Manchester depuis 1964 .
Un mois après son élection, elle annonce qu'elle est enceinte de son deuxième enfant. Le 27 mai 2013, elle donne naissance à un garçon, Tom James Williamson . En décembre 2014, The Sun publie un reportage contenant une liste des "10 députés les plus fainéants" sur la base des registres des votes, sans savoir que Powell est en Congé parental . L'article omet de noter que Powell a été jumelée  The Sun supprime l'article de son site Web et présente ses excuses à Powell .
En novembre 2014, elle est nommée ministre déléguée du Cabinet et vice-présidente de la campagne électorale de 2015 par Ed Miliband . Au cours de la campagne électorale, les travaillistes enregistrent une perte nette de 26 sièges, dont 40 en Écosse . Elle écrit une lettre de protestation à la BBC à propos de leur couverture de l'élection . Elle est responsable de l'entrevue d'Ed Miliband avec Russell Brand .
Elle est nommée Secrétaire d'État à l'Éducation du cabinet fantôme le 13 septembre 2015 par Jeremy Corbyn, succédant à Tristram Hunt. En tant que secrétaire de l’éducation fantôme, elle plaide en faveur de la mise en place d’écoles et d’académies gratuites sous le contrôle de l’autorité éducative locale. Elle démissionne du cabinet fantôme le 26 juin 2016, avec des dizaines de collègues mécontents du leadership de Corbyn ,. Elle soutient Owen Smith lors des élections à la direction du Parti travailliste (UK) en 2016 . Cependant, elle déclare plus tard que "nous avions tort à propos de Jeremy Corbyn" dans une interview après les élections générales de 2017 .
En septembre 2018, Powell présente à la Chambre des communes un projet de loi contre la radicalisation au sein de groupes en ligne secrets .

## Vie privée
Elle est mariée à James Williamson, médecin en médecine d'urgence, et a trois enfants - un beau-fils, une fille et un fils, né le 27 mai 2013 .